# Lamelouze
Lamelouze é uma comuna francesa na região administrativa de Occitânia, no departamento de Gard. Estende-se por uma área de 8,83 km². Em 2010 a comuna tinha 140 habitantes (densidade: 15,9 hab./km²).